# Niepozorka ojcowska
Niepozorka ojcowska (Falniowskia neglectissima) – gatunek słodkowodnego ślimaka skrzelodysznego (otwór zaopatrzony w wieczko) z rodziny źródlarkowatych (Hydrobiidae); jedyny przedstawiciel rodzaju Falniowskia.
Stwierdzony został w południowej Polsce (podawany jest także z Ukrainy). Zarejestrowano jego obecność w Ojcowskim Parku Narodowym, Panieńskich Skałach k. Krakowa i Dolinie Mnikowskiej. Po odkryciu w 1988 przez polskiego zoologa Andrzeja Falniowskiego i słowackiego zoologa Jozefa Šteffka, gatunek nie został ponownie odnaleziony, ale też nie był intensywnie poszukiwany.
Biologia tego gatunku jest nieznana. Od innych, podobnych gatunków odróżnia się budową anatomiczną organów rozrodczych. Oddycha skrzelami, ale nie żyje w zbiornikach, lecz w głębszych warstwach ściółki w lasach liściastych. Jest aktywny tylko wówczas, gdy ściółka jest odpowiednio mocno uwodniona.
Niepozorka ojcowska jest wpisana do Polskiej Czerwonej Księgi Zwierząt jako gatunek krytycznie zagrożony wyginięciem. Największym zagrożeniem dla gatunku wydaje się być bardzo mała powierzchnia jego występowania, przez co łatwo może ulec zniszczeniu jego habitat.